# Espeletia
Espeletia, rod glavočika iz podtribusa Espeletiinae, dio je tribusa Millerieae. Sastoji se od oko 140 vrsta na sjeveru Južne Amerike (Kolumbija, Ekvador, Venezuela).
Rod je prvi puta opisan u F.W.H.A.von Humboldt & A.J.A.Bonpland, Pl. Aequinoct. 2: 10 (1808)

## Vrste
1. Espeletia albarregensis (Cuatrec.) Mavárez
2. Espeletia angustifolia Cuatrec.
3. Espeletia annemariana Cuatrec.
4. Espeletia arbelaezii Cuatrec.
5. Espeletia arborea Aristeg.
6. Espeletia argentea Humb. & Bonpl.
7. Espeletia ariana Rodr.-Cabeza & S.Díaz
8. Espeletia aristeguietana Cuatrec.
9. Espeletia atropurpurea A.C.Sm.
10. Espeletia azucarina Cuatrec.
11. Espeletia badilloi Cuatrec.
12. Espeletia banksiifolia Sch.Bip. ex Wedd.
13. Espeletia barclayana Cuatrec.
14. Espeletia batata Cuatrec.
15. Espeletia betancurii (Rodr.-Cabeza, S.Díz & Gal.-Tar.) Mavárez
16. Espeletia boyacensis Cuatrec.
17. Espeletia brachyaxiantha S.Díaz
18. Espeletia bracteosa Standl.
19. Espeletia brassicoidea Cuatrec.
20. Espeletia bromelioides Cuatrec.
21. Espeletia cabrerensis Cuatrec.
22. Espeletia cachaluensis Rodr.-Cabeza & S.Díaz
23. Espeletia caldasii Cuatrec.
24. Espeletia canescens A.C.Sm.
25. Espeletia cardonae Cuatrec.
26. Espeletia cayetana (Cuatrec.) Cuatrec.
27. Espeletia chardonii A.C.Sm.
28. Espeletia chocontana Cuatrec.
29. Espeletia chontalensis Rodr.-Cabeza & S.Díaz
30. Espeletia cleefii Cuatrec.
31. Espeletia colombiana Cuatrec.
32. Espeletia congestiflora Cuatrec.
33. Espeletia conglomerata A.C.Sm.
34. Espeletia corymbosa Bonpl.
35. Espeletia cuatrecasasii Ruiz Terán & López-Fig.
36. Espeletia curialensis Cuatrec.
37. Espeletia diazii (Diazgr. & L.R.Sánchez) Mavárez
38. Espeletia discoidea Cuatrec.
39. Espeletia divisoriensis (Cuatrec.) Mavárez
40. Espeletia dugandii Cuatrec.
41. Espeletia elongata A.C.Sm.
42. Espeletia emmanuelis (Cuatrec.) Mavárez
43. Espeletia episcopalis Rodr.-Cabeza & S.Díaz
44. Espeletia estanislana Cuatrec.
45. Espeletia figueirasii Cuatrec.
46. Espeletia floccosa Standl.
47. Espeletia formosa S.Díaz & Rodr.-Cabeza
48. Espeletia frontinoensis Cuatrec.
49. Espeletia funckii Sch.Bip. ex Wedd.
50. Espeletia garciae Cuatrec.
51. Espeletia glandulosa Cuatrec.
52. Espeletia grandiflora Humb. & Bonpl.
53. Espeletia griffinii Ruiz Terán & López-Fig.
54. Espeletia grisea Standl.
55. Espeletia guacharaca S.Díaz
56. Espeletia hanburyana Cuatrec.
57. Espeletia hartwegiana Cuatrec. ex Herzog
58. Espeletia idroboi Cuatrec.
59. Espeletia incana Cuatrec.
60. Espeletia insignis Cuatrec.
61. Espeletia jabonensis Cuatrec.
62. Espeletia jahnii Standl.
63. Espeletia jaramilloi S.Díaz
64. Espeletia jimenez-quesadae Cuatrec.
65. Espeletia killipii Cuatrec.
66. Espeletia laxiflora (S.Díaz & Rodr.-Cabeza) Mavárez
67. Espeletia leucactina Cuatrec.
68. Espeletia lindenii Sch.Bip. ex Wedd.
69. Espeletia liscanoana Cuatrec.
70. Espeletia lopezii Cuatrec.
71. Espeletia lopez-palacii Ruíz-Terán & López-Fig.
72. Espeletia lucida Aristeg.
73. Espeletia marcescens S.F.Blake
74. Espeletia margarita Cuatrec.
75. Espeletia marnixiana S.Díaz & Pedraza
76. Espeletia marthae Cuatrec.
77. Espeletia mirabilis S.Díaz & Rodr.-Cabeza
78. Espeletia miradorensis (Cuatrec.) Cuatrec.
79. Espeletia moritziana Sch.Bip. ex Wedd.
80. Espeletia muiska Cuatrec.
81. Espeletia murilloi Cuatrec.
82. Espeletia mutabilis S.Díaz & Rodr.-Cabeza
83. Espeletia nana Cuatrec.
84. Espeletia nemekenei Cuatrec.
85. Espeletia neriifolia (Bonpl. ex Humb.) Sch.Bip ex Wedd.
86. Espeletia occidentalis A.C.Sm.
87. Espeletia occulta S.F.Blake
88. Espeletia ocetana M.T.Becerra & Mavárez
89. Espeletia oswaldiana S.Díaz
90. Espeletia paipana S.Díaz & Pedraza
91. Espeletia paltonioides Standl.
92. Espeletia palustris (Diazgr. & Morillo) Mavárez
93. Espeletia pannosa Standl.
94. Espeletia parvula (Cuatrec.) Mavárez
95. Espeletia perijaensis Cuatrec.
96. Espeletia pescana (S.Díaz) S.Díaz
97. Espeletia petiolata Cuatrec.
98. Espeletia pisbana S.Díaz & Rodr.-Cabeza
99. Espeletia pleiochasia Cuatrec.
100. Espeletia praefrontina Cuatrec.
101. Espeletia praesidentis Diazgr. & L.R.Sánchez
102. Espeletia pulcherrima Rodr.-Cabeza & S.Díaz
103. Espeletia purpurascens Cuatrec.
104. Espeletia pycnophylla Cuatrec.
105. Espeletia rabanalensis (S.Díaz & Rodr.-Cabeza) Mavárez
106. Espeletia ramosa Mavárez & Becerra
107. Espeletia raquirensis Rodr.-Cabeza & S.Díaz
108. Espeletia restricta Alzate & S.Giraldo
109. Espeletia roberti Cuatrec.
110. Espeletia rositae Cuatrec.
111. Espeletia ruizii Cuatrec.
112. Espeletia saboyana M.T.Becerra & Mavárez
113. Espeletia sanchezii (S.Díaz & Obando) Mavárez
114. Espeletia santanderensis A.C.Sm.
115. Espeletia schultesiana Cuatrec.
116. Espeletia schultzii Wedd.
117. Espeletia sclerophylla Cuatrec.
118. Espeletia semiglobulata Cuatrec.
119. Espeletia soroca S.Díaz & Rodr.-Cabeza
120. Espeletia spectabilis Cuatrec.
121. Espeletia spicata Sch.Bip. ex Wedd.
122. Espeletia standleyana A.C.Sm.
123. Espeletia steyermarkii Cuatrec.
124. Espeletia summapacis Cuatrec.
125. Espeletia tamana Cuatrec.
126. Espeletia tapirophila Cuatrec.
127. Espeletia tenorae Aristeg.
128. Espeletia thyrsiformis A.C.Sm.
129. Espeletia tibamoensis Rodr.-Cabeza & S.Díaz
130. Espeletia tillettii Cuatrec.
131. Espeletia timotensis Cuatrec.
132. Espeletia trianae Cuatrec.
133. Espeletia trujillensis Cuatrec.
134. Espeletia tunjana Cuatrec.
135. Espeletia ulotricha Cuatrec.
136. Espeletia uribei Cuatrec.
137. Espeletia usubillagae (Cuatrec.) Mavárez
138. Espeletia vergarae (Cuatrec. & López-Fig.) Mavárez
139. Espeletia viridis Aristeg.
140. Espeletia weddelii Sch.Bip. ex Wedd.
141. Espeletia ×algodonosa Aristeg.
142. Espeletia ×almorzana Cuatrec.
143. Espeletia ×aurantia Aristeg.
144. Espeletia ×bogotensis Cuatrec.
145. Espeletia ×coloradarum Cuatrec.
146. Espeletia ×cristalinensis Cuatrec.
147. Espeletia ×cuniculorum Cuatrec.
148. Espeletia ×garcibarrigae Cuatrec.
149. Espeletia ×gritaensis (Cuatrec.) Mavárez
150. Espeletia ×guascensis Cuatrec.
151. Espeletia ×jajoensis Aristeg.
152. Espeletia ×josephensis Cuatrec.
153. Espeletia ×meridensis Cuatrec.
154. Espeletia ×pachoana Cuatrec.
155. Espeletia ×pozoensis Cuatrec.
156. Espeletia ×rodriguezii Cuatrec.
157. Espeletia ×tachirensis Aristeg.
158. Espeletia ×verdeana Cuatrec.
159. Espeletia ×wurdackii Ruíz-Terán & López-Fig.

## Sinonimi
- Carramboa Cuatrec.; Phytologia 35: 54 (1976)
- Coespeletia Cuatrec.; Phytologia 35: 56 (1976)
- Espeletiopsis Cuatrec.; Phytologia 35: 54 (1976)
- Libanothamnus Ernst; Vargasia 1(7): 186 (1870)
- Paramiflos Cuatrec.; Proc. Biol. Soc. Washington 108: 748 (1995)
- Ruilopezia Cuatrec.; Phytologia 35: 51 (1976)
- Tamania Cuatrec.; Phytologia 35: 53 (1976)